# Tuve Skånberg
Tuve Martin Hugo Skånberg von Beetzen, född 9 april 1956 i Älvsborgs kyrkobokföringsdistrikt i Göteborg, är en svensk kyrkohistoriker, pastor och politiker (kristdemokrat). Han var ordinarie riksdagsledamot 1991–2006 och 2010–2022, invald för Skåne läns norra och östra valkrets (tidigare Kristianstads läns valkrets). Skånberg var ålderspresident i Sveriges riksdag 2020–2022.
Tuve Skånberg avlade teologie kandidatexamen 1980. Han blev filosofie magister, teologie licentiat 1997 och teologie doktor 2003 vid Lunds universitet. Sedan 1980 är han pastor i Svenska Missionskyrkan med pastorstjänster i Kiruna Missionskyrka 1980–1986 och Skillinge Missionshus 1986–1992, 2008–.

## Politiskt aktiv
Tuve Skånberg har varit riksdagsledamot för kristdemokraterna 1991–2006 och har varit verksam i alla riksdagens utskott, främst som suppleant och särskilt i utbildningsutskottet 1991–1998, konstitutionsutskottet 2002–2004 samt trafikutskottet 1998–2002 och 2004–2006. Han var ledamot av Nordiska Rådet 2002–2006, och var där verksam i Utbildnings- och kulturutskottet, Kontrollkommittén och Nordiska Investeringsbankens kontrollkommitté. Han var också FN-delegat vid FN:s 65:e Generalförsamling 2001.
Efter att ha varit borta från riksdagen 2006–2010 kryssades Skånberg åter in i riksdagen vid valet i september 2010 då han fick  1194 personkryss eller 12,68 % av de kristdemokratiska rösterna i sin valkrets. Skånberg är sedan valet 2010 ordinarie ledamot i konstitutionsutskottet och suppleant i justitieutskottet och utbildningsutskottet. Under perioden oktober 2016 till april 2017 var han ordförande i civilutskottet.

### Politisk profil
Skånberg har 1991–2006 undertecknat 994 riksdagsmotioner, varav cirka 400 som enskild motion, inom alla riksdagens ansvarsområden, särskilt inom utbildningsutskottet, utrikesutskottet, socialutskottet och trafikutskottet.
Med sin kristdemokratiska och värdekonservativa politiska profil har somliga av Skånbergs motioner ansetts kontroversiella, såsom motioner mot samkönade äktenskap liksom hans arbete för att åter göra hädelse (som han kallar "religionskränkning") till straffbart brott (år 1999, 2005, 2010). Han motionerade också 1992 för att motarbeta det han kallade "diskrimineringen av creationismen" i massmedia, läromedel i grundskola, gymnasium och högskola, samt vid tillsättande av doktorandtjänster, ett ställningstagande som han åter försvarade 2008.
Skånberg har vidare argumenterat mot att samkönade par skulle tillåtas adoptera barn.

## Forskare och högskolelärare
Skånberg har enligt egen uppgift varit gästforskare vid Jesus College, Cambridge, Svenska Institutet i Rom, Stanford University och Graduate Theological Union, Berkeley i Kalifornien. Han skall även ha tjänstgjort som adjunct professor (ungefär motsvarande gästlektor) vid Fuller Theological Seminary i Kalifornien under 2006–2007, 2010 (i ämnet kyrkohistoria) och S:t Petersburg Evangelical Academy i Ryssland hösten 2007 och 2012 (i patristik).

## Claphaminstitutet
Skånberg var 2008 med och bildade den ekumeniska tankesmedjan Claphaminstitutet, där han fungerade som direktor från starten och fram till 2016.